# Nofei Nehemia
Nofei Nehemia (en hebreo: נוֹפֵי נְחֶמְיָה) es un puesto de avanzada israelí en la Cisjordania ocupada, en la jurisdicción del Concejo Regional Samaria en el norte de Cisjordania. Está oficialmente dentro de los límites de Rehelim, un asentamiento israelí cercano.

## Historia
El asentamiento fue establecido por primera vez en 2002, está situado junto a Rechelim en la Ruta 60, entre Kfar Tapuach y Eli. El pueblo también se encuentra junto a las ciudades palestinas de Iskaka y Yasuf. En el pueblo viven unas pocas decenas de familias. Los puestos de avanzada israelíes son ilegales según el derecho internacional y también según el derecho israelí. El pueblo lleva el nombre de Nehemia Ben Yehuda, un cabeza de familia propietario de una empresa de grúas que ha estado muy involucrado en ayudar al establecimiento de asentamientos en Cisjordania. La aldea se estableció en 2002 como un puesto de avanzada ilegal. En 2003, el gobierno israelí se comprometió a desmantelar la aldea. En enero de 2021, bajo el gobierno de Benjamín Netanyahu, el gobierno israelí decidió legalizar el puesto de avanzada ilegal de Nofei Nehemia reclasificándolo como un vecindario del asentamiento de Rehelim, que a su vez era un puesto de avanzada ilegal que fue legalizado unos años antes.